# Zákon o zásluhách M. R. Štefánika

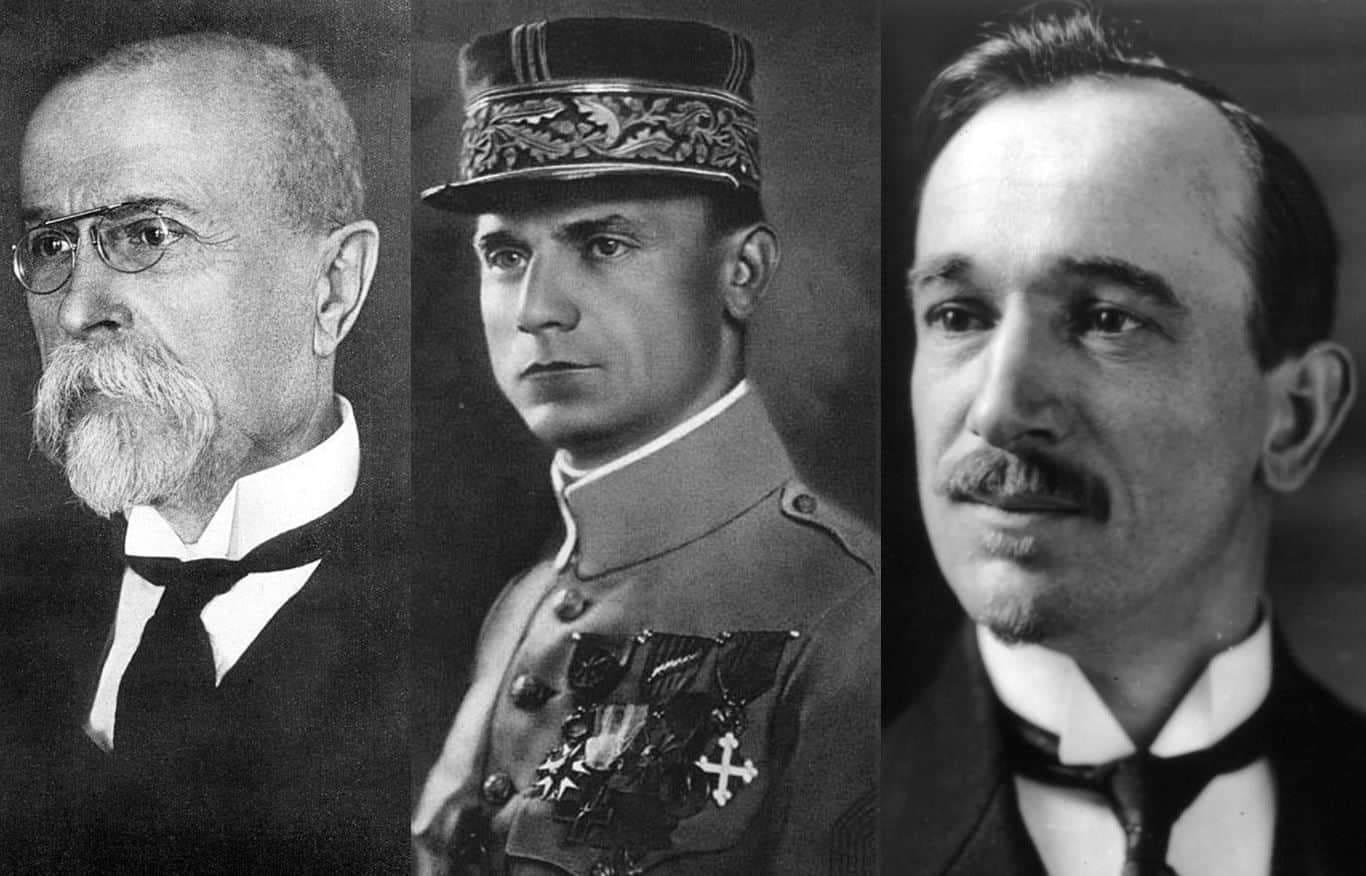
Masaryk, Štefánik a Beneš - tři zakladatelé Československa. Každému z nich byl věnován speciální zákon o zásluhách.

Zákon o zásluhách M. R. Štefánika byl schválen Federálním shromážděním České a Slovenské Federativní Republiky 23. dubna 1990 k uctění památky spoluzakladatele Československa Milana Rastislava Štefánika. 
Jeho účelem bylo demonstrovat vůli k zachování Československa v době počínajících sporů o charakter existence Čechů a Slováků ve společném státě. Zákon navrhl tehdejší předseda Federálního shromáždění Alexander Dubček.
Zákon však vzbudil relativně malou pozornost vzhledem k tomu, že v době jeho schválení docházelo k celé řadě převratných změn ve společnosti i státě, později se na jeho existenci zapomnělo úplně. Zajímavé však je, že už v té době (při relativně krátkém projednávání zákona ve Federálním shromáždění) padl pozměňovací návrh „aby v textu zákona bylo vedle M. R. Štefánika uváděno jméno dr. E. Beneše.“ (tento pozměňovací návrh neprošel). Rovněž padla připomínka, že při „nejbližším výročí dr. E. Beneše by měl být přijat zákon, který by ocenil jeho zásluhy o vznik státu Čechů a Slováků.“
Edvard Beneš totiž v té době zůstal z trojice hlavních zakladatelů Československa jediným, který „svůj“ zákon ještě neměl. Ve Sněmovně národů proti zákonu hlasoval jen jeden poslanec, žádný se nezdržel, ve Sněmovně lidu se zdrželi 3 poslanci, žádný nehlasoval proti.
Na Slovensku byl roku 2000 schválen nový zákon k Štefánikově poctě Zákon Národnej rady Slovenskej republiky č. 402/2000 Z. z. o zásluhách Milana Rastislava Štefánika o Slovensko.